# 4-Iod-2,5-dimethoxyamphetamin
4-Iod-2,5-dimethoxyamphetamin (abgekürzt DOI) ist eine Forschungschemikalie, die aufgrund ihrer Struktur zu den Stoffgruppen der Phenolether und zu den substituierten Amphetaminen zählt, konkret zu den Dimethoxyamphetaminen.
In den Neurowissenschaften wird DOI als Radioligand zur Erforschung der 5-HT2-Serotoninrezeptoren verwendet.

## Geschichte
Der amerikanische Chemiker Alexander Shulgin synthetisiert DOI erstmals und erwähnt Synthese, Dosis und Wirkung in seinem Buch PiHKAL.
Verschiedene Radionuklide des Iods wurden in DOI eingebaut,
das [125I]-R-(−)-DOI wurde erstmals von dem amerikanischen Pharmakologen David E. Nichols entwickelt.

## Pharmakologische Eigenschaften

### Pharmakokinetik
Shulgin gibt die oral wirksame Schwellendosis für psychedelische Effekte mit 600 µg an. Für die volle psychedelische Wirkung wird eine Dosis von 1,5–3 mg angegeben. Die Wirkdauer beträgt 16–30 Stunden.

### Wirkung
In hohen Dosen wirkt DOI dem LSD ähnlich, was unter anderem auf der Wirkung als Agonist an den Serotonin-Rezeptoren 5-HT2A/2C beruht; die Wirkzeit ist allerdings verdoppelt. In Zellversuchen mit Dosierungen unterhalb der psychedelischen Schwellendosis wurde eine stark entzündungshemmende Wirkung beobachtet, wobei das DOI den Tumornekrosefaktor TNF-α über einen längeren Zeitraum stark hemmt.

## Rechtsstatus
DOI ist in Deutschland aufgrund seiner Aufführung in der Anlage II BtMG ein verkehrsfähiges, aber nicht verschreibungsfähiges Betäubungsmittel.